# Afrikaspiele 1991
Die 5. Afrikaspiele, bis 2012 auch Panafrikanische Spiele genannt, (französisch Ve Jeux africains, englisch 5th All-Africa Games) fanden vom 20. September bis zum 1. Oktober 1991 in Kairo statt.
Nachdem die IV. Afrikaspiele 1987 in Nairobi wegen politischer Unruhen und ökonomischer Probleme erst neun Jahre nach den Afrikaspielen in Algier stattfinden konnten, gelang es den Organisatoren den vorgesehenen Vierjahresrhythmus für die Spiele in Nordafrika einzuhalten.
Am 20. September 1991 eröffnete XY im Stadion von Kairo feierlich die Spiele. Etwa 4.000 Athleten aus 43 afrikanischen Ländern nahmen an den Sportwettbewerben teil. Wie bereits in den Jahren zuvor waren Sportler aus Südafrika wegen der anhaltenden Apartheid im Land von den Spielen ausgeschlossen. Es wurden Wettkämpfe in 18 Sportarten mit 214 Entscheidungen durchgeführt. Erstmals wurden bei Afrikaspielen Wettkämpfe in den Sportarten Feldhockey und Gewichtheben ausgetragen. Die Mannschaften aus Ägypten, Tunesien, Nigeria, Kenia und Algerien gewannen die meisten Goldmedaillen.

## Basketball
Medaillen
| Wettbewerb | Gold     | Silber                       | Bronze  |
| ---------- | -------- | ---------------------------- | ------- |
|            |          |                              |         |
| Männer     | Ägypten  | Zentralafrikanische Republik | Senegal |
| Frauen     | Mosambik | Senegal                      | Zaire   |
|            |          |                              |         |

Platzierungen
| Wettbewerb | 4. Platz | 5. Platz       | 6. Platz | 7. Platz | 8. Platz |
| ---------- | -------- | -------------- | -------- | -------- | -------- |
|            |          |                |          |          |          |
| Männer     | Mosambik | ?              | ?        | ?        | ?        |
| Frauen     | Tunesien | Elfenbeinküste | Ägypten  | Kenia    |          |
|            |          |                |          |          |          |

Finalspiele (Männer)
| Spiel            | Begegnung                                  | Ergebnis |
| ---------------- | ------------------------------------------ | -------- |
|                  |                                            |          |
| Halbfinale 1     | ? gegen ?                                  | ? : ?    |
| Halbfinale 2     | ? gegen ?                                  | ? : ?    |
| Spiel um Platz 3 | Senegal gegen ?                            | ? : ?    |
| Finale           | Ägypten gegen Zentralafrikanische Republik | 91 : 82  |
|                  |                                            |          |

Finalspiele (Frauen)
| Spiel            | Begegnung               | Ergebnis |
| ---------------- | ----------------------- | -------- |
|                  |                         |          |
| Halbfinale 1     | Senegal gegen Zaire     | ? : ?    |
| Halbfinale 2     | Mosambik gegen Tunesien | 74 : 60  |
| Spiel um Platz 3 | Zaire gegen Tunesien    | ? : ?    |
| Finale           | Mosambik gegen Senegal  | 75 : 67  |
|                  |                         |          |

## Boxen
Medaillen
| Gewichtsklasse | Gold            | Land      | Silber               | Land       | Finale Punkte | Bronze | Land | 4. Platz | Land |
| -------------- | --------------- | --------- | -------------------- | ---------- | ------------- | ------ | ---- | -------- | ---- |
|                |                 |           |                      |            |               |        |      |          |      |
| bis 48 kg      | Maurice Maina   | Kenia     | Emanuel Nsubuga      | Uganda     | 4 : 1         |        |      |          |      |
| bis 51 kg      | Gemelhu Bezabeh | Äthiopien | Ben Mwagata          | Tansania   | 3 : 2         |        |      |          |      |
| bis 54 kg      | Stephen Mwema   | Kenia     | Ndaba Dube           | Simbabwe   | 3 : 2         |        |      |          |      |
| bis 57 kg      | Azumah Nelson   | Kenia     | Haritora Rapotamanga | Madagaskar | KO 1          |        |      |          |      |
| bis 60 kg      | Patrick Waweru  | Kenia     | Charles Lubulwa      | Uganda     | 5 : 0         |        |      |          |      |
| bis 63,5 kg    | David Kamau     | Kenia     | Tewedros Mitiku      | Äthiopien  | 5 : 0         |        |      |          |      |
| bis 67 kg      | Robert Wangila  | Kenia     | Sahelu Mekuria       | Äthiopien  | 5 : 0         |        |      |          |      |
| bis 71 kg      | Mohamed Orungi  | Kenia     | Martin Nougle        | Nigeria    | 5 : 0         |        |      |          |      |
| bis 75 kg      | Patrick Lihanda | Uganda    | Ahmed Dine           | Algerien   | 3 : 2         |        |      |          |      |
| bis 81 kg      | Rund Kanika     | Zaire     | Mustafa Moussa       | Algerien   | 3 : 2         |        |      |          |      |
| bis 91 kg      | Fred Kaddu      | Uganda    | Mohamed Bouchiche    | Algerien   | 4 : 1         |        |      |          |      |
| über 91 kg     | Chris Odera     | Kenia     | Thsibalabala Kadima  | Zaire      | 3 : 2         |        |      |          |      |
|                |                 |           |                      |            |               |        |      |          |      |

## Feldhockey
Zum zweiten Mal wurde ein Hockeyturnier bei Afrikaspielen ausgetragen. Durch ihren Sieg bei den Afrikaspielen qualifizierte sich die Mannschaft aus Ägypten für die Olympischen Spiele 1992.
Medaillen
| Wettbewerb | Gold    | Silber | Bronze   |
| ---------- | ------- | ------ | -------- |
|            |         |        |          |
| Männer     | Ägypten | Kenia  | Simbabwe |
|            |         |        |          |

Platzierungen
| Wettbewerb | 4. Platz | 5. Platz | 6. Platz | 7. Platz | 8. Platz |
| ---------- | -------- | -------- | -------- | -------- | -------- |
|            |          |          |          |          |          |
| Männer     | Ghana    | Nigeria  |          |          |          |
|            |          |          |          |          |          |

## Fußball
Die Beteiligung am Endrundenturnier der Afrikaspiele ist grundsätzlich allen Nationen des Kontinents möglich. Zunächst haben sich die Mannschaften in Qualifikationsturnieren durchzusetzen. Seit 1991 ist das Fußballturnier ein U-23-Wettbewerb. 2003 wurde neben dem Männerturnier erstmals auch ein Frauenturnier durchgeführt.
Qualifikation zu den Afrikaspielen
Als Gastgeberland ist Ägypten ohne Qualifikationsspiele zur Teilnahme an der Endrunde bei den Afrikaspielen nominiert.
- Zone 1: Tunesien setzt sich gegen Algerien durch.
- Zone 2: Mali setzt sich gegen Senegal durch. Gambia zieht zurück.
- Zone 3: Nigeria setzt sich gegen Togo und die Elfenbeinküste durch. Ghana zieht zurück.
- Zone 4: Kamerun qualifiziert sich als einzig teilnehmendes Land.
- Zone 5: Uganda setzt sich gegen Kenia durch.
- Zone 6: Es fand ein Turnier in Windhoek (Namibia) zwischen Botswana, Simbabwe, Lesotho, Namibia, Malawi und Sambia statt. Dabei setzte sich Simbabwe durch.
- Zone 7: Mauritius qualifiziert sich als einzig teilnehmendes Land.

Endrunde vom 21. bis 30. September 1991
Die Spiele der Gruppe 1 mit Ägypten, Nigeria, Simbabwe und Uganda fanden am 21., 23. und 25. September 1991 in Ismailia statt, die Spiele der Gruppe 2 mit Kamerun, Mali, Tunesien und Mauritius wurden am 22., 24. und 26. September 1991 in Alexandria ausgetragen.
Gruppensieger wurden Nigeria und Tunesien, Gruppenzweite Simbabwe und Kamerun, Gruppendritte Ägypten und Mali, Gruppenvierte Uganda und Mauritius.
Medaillen
| Wettbewerb | Gold    | Silber   | Bronze  |
| ---------- | ------- | -------- | ------- |
|            |         |          |         |
| Männer     | Kamerun | Tunesien | Nigeria |
|            |         |          |         |

Platzierungen
| Wettbewerb | 4. Platz | 5. Platz | 6. Platz | 7. Platz  | 8. Platz |
| ---------- | -------- | -------- | -------- | --------- | -------- |
|            |          |          |          |           |          |
| Männer     | Simbabwe | Ägypten  | Mali     | Mauritius | Uganda   |
|            |          |          |          |           |          |

Finalspiele
| Spiel                                 | Begegnung               | Ergebnis                            |
| ------------------------------------- | ----------------------- | ----------------------------------- |
|                                       |                         |                                     |
| Spiel um Platz 7 (28. September 1991) | Mauritius gegen Uganda  | 1 : 0                               |
| Spiel um Platz 5 (28. September 1991) | Ägypten gegen Mali      | 1 : 1 (5 : 4 nach Elfmeterschießen) |
| Halbfinale 1 (28. September 1991)     | Tunesien gegen Simbabwe | 3 : 1                               |
| Halbfinale 2 (28. September 1991)     | Kamerun gegen Nigeria   | 1 : 0                               |
| Spiel um Platz 3 (30. September 1991) | Nigeria gegen Simbabwe  | 3 : 0                               |
| Finale (30. September 1991)           | Kamerun gegen Tunesien  | 1 : 0                               |
|                                       |                         |                                     |

Ein Frauenfußballturnier gab es 1991 nicht. Das erste Frauenturnier bei Afrikaspielen fand erst 2003 in Abuja / Nigeria statt.

## Handball
Medaillen
| Wettbewerb | Gold    | Silber              | Bronze |
| ---------- | ------- | ------------------- | ------ |
|            |         |                     |        |
| Männer     | Ägypten | Algerien            | ?      |
| Frauen     | Angola  | Volksrepublik Kongo | ?      |
|            |         |                     |        |

Platzierungen
| Wettbewerb | 4. Platz | 5. Platz | 6. Platz | 7. Platz   | 8. Platz |
| ---------- | -------- | -------- | -------- | ---------- | -------- |
|            |          |          |          |            |          |
| Männer     | Kamerun  | Senegal  | Kenia    | Madagaskar | Mosambik |
| Frauen     | Senegal  | Kenia    |          |            |          |
|            |          |          |          |            |          |

Finalspiele (Männer)
| Spiel            | Begegnung              | Ergebnis |
| ---------------- | ---------------------- | -------- |
|                  |                        |          |
| Halbfinale 1     | Algerien gegen Ägypten | 18 : 17  |
| Halbfinale 2     | Zaire gegen Kamerun    | ? : ?    |
| Spiel um Platz 3 | Ägypten gegen Kamerun  | 17 : 11  |
| Finale           | Algerien gegen Zaire   | 17 : 15  |
|                  |                        |          |

Finalspiele (Frauen)
| Spiel            | Begegnung                    | Ergebnis |
| ---------------- | ---------------------------- | -------- |
|                  |                              |          |
| Halbfinale 1     | Zaire gegen Kamerun          | 17 : 15  |
| Halbfinale 2     | Elfenbeinküste gegen Senegal | 20 : 12  |
| Spiel um Platz 3 | Kamerun gegen Senegal        | 18 : 13  |
| Finale           | Elfenbeinküste gegen Zaire   | 22 : 11  |
|                  |                              |          |

## Judo
Medaillen
| Wettbewerb                    | Gold                    | Silber             | Bronze              | Bronze              |
| ----------------------------- | ----------------------- | ------------------ | ------------------- | ------------------- |
|                               |                         |                    |                     |                     |
| Super-Leichtgewicht           | Moussa Algerien         | Aider Senegal      | Bole Elfenbeinküste | Driddi Tunesien     |
| Mittel Leichtgewicht          | Lahcene Algerien        | Bengamra Tunesien  | Said Sabi Ägypten   | Sasly Marokko       |
| Leichtgewicht (bis 71 kg)     | Benbrahim Algerien      | Belmahfoud Marokko | Wade Senegal        | Nouoayi Tunesien    |
| Halbmittelgewicht (bis 78 kg) | Ouattara Elfenbeinküste | Iddedir Marokko    | Mahdjoub Tunesien   | Imansouren Algerien |
| Mittelgewicht (bis 86 kg)     | Abbad Algerien          | Zouagh Marokko     | Lobe Kamerun        | Dione Senegal       |
| Halbschwergewicht (bis 95 kg) | Mahmoud Ägypten         | Goumrassa Algerien | Ewane Kamerun       | Djira Senegal       |
| Schwergewicht (über 95 kg)    | Kote Senegal            | Silas Kamerun      | Besbes Tunesien     | Bellatar Marokko    |
| Universalgewicht              | Kote Senegal            | Bellatar Marokko   | Silas Kamerun       | Mahrous Ägypten     |
|                               |                         |                    |                     |                     |

## Karate
Goldmedaille: Sensei Mostafa Elrakabawy, Hossam Tawfiq und Sensei Mohamed Fouad (Shito-ryu Kata Seipai)

## Leichtathletik
Medaillen
- Männer – Laufwettbewerbe[13][14][15]

| Disziplin        | Gold               | Land      | Zeit     | Silber              | Land         | Zeit     | Bronze               | Land      | Zeit     |
| ---------------- | ------------------ | --------- | -------- | ------------------- | ------------ | -------- | -------------------- | --------- | -------- |
|                  |                    |           |          |                     |              |          |                      |           |          |
| 100 m            | Frankie Fredericks | Namibia   | 10.18    | Davidson Ezinwa     | Nigeria      | 10.24    | Emmanuel Tuffour     | Ghana     | 10.30    |
| 200 m            | Frankie Fredericks | Namibia   | 20.28    | Emmanuel Tuffour    | Ghana        | 20.59    | Daniel Phillip       | Nigeria   | 20.62    |
| 400 m            | Samson Kitur       | Kenia     | 45.40    | Sunday Bada         | Nigeria      | 45.81    | Francis Ogola        | Uganda    | 46.21    |
| 800 m            | William Tanui      | Kenia     | 1:47.40  | Robert Kibet        | Kenia        | 1:47.69  | Kennedy Osei         | Ghana     | 1:48.41  |
| 1500 m           | William Kimei      | Kenia     | 3:41.97  | Desta Asgedom       | Äthiopien    | 3:42.65  | Alemayehu Roba       | Äthiopien | 3:42.91  |
| 5000 m           | Fita Bayissa       | Äthiopien | 13:36.91 | Ibrahim Kinuthia    | Kenia        | 13:37.67 | Ondoro Osoro         | Kenia     | 13:38.60 |
| 10.000 m         | Thomas Osano       | Kenia     | 27:56.45 | William Koech       | Kenia        | 27:56.86 | Chala Kelile         | Äthiopien | 28:11.73 |
| Marathon         | Tena Negere        | Äthiopien | 2:31:17  | Ernest Tjela        | Lesotho      | 2:31:42  | Allaoua Khélil       | Algerien  | 2:32:29  |
| 110 m Hürden     | Judex Lefou        | Mauritius | 14.12    | Noureddine Tadjine  | Algerien     | 14.17    | Emeka Osaji          | Nigeria   | 14.22    |
| 400 m Hürden     | Erick Keter        | Kenia     | 48.95    | Gideon Yego         | Kenia        | 49.09    | Amadou Dia Bâ        | Senegal   | 49.12    |
| 3000 m Hindernis | Moses Kiptanui     | Kenia     | 8:27.09  | William Mutwol      | Kenia        | 8:28.29  | Johnstone Kipkoech   | Kenia     | 8:33.88  |
| 20 km Gehen      | Shemsu Hassan      | Äthiopien | 1:29:04  | Abdelwahab Ferguène | Algerien     | 1:35:21  | Abderrahmane Djebbar | Algerien  | 1:38:11  |
| 4 × 100 m        |                    | Nigeria   | 39.36    |                     | Sierra Leone | 39.66    |                      | Senegal   | 40.00    |
| 4 × 400 m        |                    | Kenia     | 3:03.14  |                     | Nigeria      | 3:03.72  |                      | Ghana     | 3:08.18  |
|                  |                    |           |          |                     |              |          |                      |           |          |

- Männer – Sprung-, Stoß-, Wurfdisziplinen, Mehrkampf[18][19]

| Disziplin      | Gold               | Land     | Leistung    | Silber               | Land           | Leistung    | Bronze                | Land       | Leistung    |
| -------------- | ------------------ | -------- | ----------- | -------------------- | -------------- | ----------- | --------------------- | ---------- | ----------- |
|                |                    |          |             |                      |                |             |                       |            |             |
| Hochsprung     | Othmane Belfaa     | Algerien | 2,18        | Boubacar Guèye       | Senegal        | 2,16        | Yacine Mousli         | Algerien   | 2,16        |
| Stabhochsprung | Sami Si Mohamed    | Algerien | 5,20        | Belgacem Touami      | Algerien       | 5,10        | Kersley Gardenne      | Mauritius  | 5,00        |
| Weitsprung     | Paul Emordi        | Nigeria  | 8,23        | Yusuf Alli           | Nigeria        | 8,18        | Joseph Kio            | Nigeria    | 7,96        |
| Dreisprung     | Francis Dodoo      | Ghana    | 17,12       | Joseph Taiwo         | Nigeria        | 16,90       | Toussaint Rabenala    | Madagaskar | 16,35       |
| Kugelstoßen    | Adewale Olukoju    | Nigeria  | 18,13       | Martin Mélagne       | Elfenbeinküste | 17,89       | Ahmed Mohamed Ashoush | Ägypten    | 17,85       |
| Diskuswurf     | Adewale Olukoju    | Nigeria  | 56,50       | Mohamed Naguib Hamed | Ägypten        | 56,08       | Hassan Ahmed Hamad    | Ägypten    | 55,84       |
| Hammerwurf     | Hakim Toumi        | Algerien | 70,10       | Yacine Louail        | Algerien       | 63,66       | Ahmed Ibrahim Taha    | Ägypten    | 57,52       |
| Speerwurf      | Justin Arop        | Uganda   | 73,42       | Zakayo Malekwa       | Tansania       | 72,32       | George Odera          | Kenia      | 71,30       |
| Zehnkampf      | Ahmed Mahour Bacha | Algerien | 7104 Punkte | Mbanefo Akpom        | Nigeria        | 6979 Punkte | Geoffrey Seurey       | Kenia      | 6918 Punkte |
|                |                    |          |             |                      |                |             |                       |            |             |

- Frauen – Laufwettbewerbe[22][23]

Frauen – Sprung-, Stoß-, Wurfdisziplinen, Mehrkampf

## Radrennen
Medaillen
| Disziplin                        | Gold                   | Silber               | Bronze                       |
| -------------------------------- | ---------------------- | -------------------- | ---------------------------- |
|                                  |                        |                      |                              |
| Einzel-Straßenrennen 182,5 km    | Benzine Sebti Algerien | Mir Mohamed Algerien | Reguigui Abdelkader Algerien |
| 100 km Mannschafts-Straßenrennen |                        |                      |                              |
| Mannschafts-Zeitfahren           | Algerien               | Äthiopien            | Elfenbeinküste               |
| 1000 m Zeitfahren                |                        |                      |                              |
|                                  |                        |                      |                              |

Radrennen der Frauen werden erst seit 2003 bei den Afrikaspielen durchgeführt.

## Ringen
Medaillen
| Freistil    | Gold                        | Silber                    | Bronze                     |
| ----------- | --------------------------- | ------------------------- | -------------------------- |
|             |                             |                           |                            |
| bis 48 kg   | Noredine Moucheffaâ Marokko | Salem Blel Tunesien       | Bensmain Bensmain Algerien |
| bis 52 kg   | Mohamed Hachaichi Algerien  | Mohamed Karouane Marokko  | Faouzi Chelly Tunesien     |
| bis 57 kg   | Ali Lachkar Marokko         | Atane Gogonte Nigeria     | Amor Sghaier Tunesien      |
| bis 62 kg   | Nouredine Kellal Algerien   | Ahmed Gharbi Tunesien     | Zayed Libyen               |
| bis 68 kg   | Lakhdar Allali Algerien     | Ahmed Nouaïri Tunesien    | Fath-Allah Libyen          |
| bis 74 kg   | El-Naoui Libyen             | Brahim Toughza Marokko    | Rabah Kessou Algerien      |
| bis 82 kg   | Ali Abdellaoui Tunesien     | Slimane Medyri Algerien   | Kally Agogo Nigeria        |
| bis 90 kg   | Ameur Dridi Tunesien        | Jean-Claude Biloa Kamerun | Ali Senouci Algerien       |
| bis 100 kg  | Khelifa Ben Naceur Tunesien | Achour Maghrebi Algerien  | Benelli Kamerun            |
| über 100 kg | Hmida Ahmed Ismail Libyen   | Ali Gharbi Tunesien       | Mehdi Yousfi Algerien      |
|             |                             |                           |                            |

| Griechisch-römischer Stil | Gold                        | Silber                               | Bronze                             |
| ------------------------- | --------------------------- | ------------------------------------ | ---------------------------------- |
|                           |                             |                                      |                                    |
| bis 48 kg                 | Noredine Moucheffaâ Marokko | Mahmoud Fathallah Baraket Ägypten    | Salem Blel Tunesien                |
| bis 52 kg                 | Ahmed Abbas Hussein Ägypten | Mohamed Karmous Marokko              | Faouzi Chelly Tunesien             |
| bis 57 kg                 | Ali Lachkar Marokko         | Ahmed Mohamed Chahine Ägypten        | Chedly Nefzaoui Tunesien           |
| bis 62 kg                 | Mokhtar Fetouaki Marokko    | Makhlouf Hamdane Algerien            | Chaaban Abdelwahab Chaaban Ägypten |
| bis 68 kg                 | Mohamed Moualek Algerien    | Mohamed Abdessatar Hammad Ägypten    | Ali Mohamed Libyen                 |
| bis 74 kg                 | Brahim Toughza Marokko      | Moustafa Abdelfattah El Feki Ägypten | Ezzedine Dridi Tunesien            |
| bis 82 kg                 | Mohamed El Ashram Ägypten   | Ali Abdellaoui Tunesien              | Achour Maghrebi Algerien           |
| bis 90 kg                 | Ameur Dridi Tunesien        | Hassen Ibrahim Mouawadh Ägypten      | M’barek Erramy Marokko             |
| bis 100 kg                | Hmida Ahmed Ismail Libyen   | Ahmed Melligi Abdelkarim Ägypten     | Khelifa Ben Naceur Tunesien        |
| über 100 kg               | Ali Gharbi Tunesien         | Moustafa Abdel-Sayed Yahya Ägypten   | -- --                              |
|                           |                             |                                      |                                    |

## Schwimmen
Dominante Schwimmnationen bei den Afrikaspielen waren Ägypten, Tunesien und Algerien. Bei den Männern gewann der Tunesier Samir Bouchlaghem 4-mal Gold und 3-mal Silber und 2-mal Bronze. Bei den Frauen erhielt die Tunesierin Faten Ghattas neun Gold- und drei Silbermedaillen.
Medaillen (Männer)
| Disziplin           | Gold               | Land     | Zeit     | Silber             | Land     | Zeit     | Bronze                    | Land             | Zeit     |
| ------------------- | ------------------ | -------- | -------- | ------------------ | -------- | -------- | ------------------------- | ---------------- | -------- |
|                     |                    |          |          |                    |          |          |                           |                  |          |
| 50 m Freistil       | Mohamed Youssef    | Ägypten  | 24.43    | Samir Bouchlaghem  | Tunesien |          | Heath Wirthe Mohamed Diop | Simbabwe Senegal |          |
| 100 m Freistil      | Mohamed Youssef    | Ägypten  | 53.84    | Ilyes Mahfoudhia   | Algerien | 54.55    | Vaughan Smith             | Simbabwe         | 54.62    |
| 200 m Freistil      | Moustafa Amine     | Ägypten  | 1:59.07  | Ibrahim Tamer      | Ägypten  |          | Sofiane Benchekour        | Algerien         |          |
| 400 m Freistil      | Ibrahim Tamer      | Ägypten  | 4:15.07  | Samir Bouchlaghem  | Tunesien | 4:16.14  | Fayçal Mbarek             | Algerien         | 4:16.16  |
| 1500 m Freistil     | Samir Bouchlaghem  | Tunesien | 17:18.42 | Mohamed Maaroof    | Ägypten  | 17:18.42 | Fayçal Mbarek             | Algerien         | 17:51.13 |
| 100 m Schmetterling | Ahmed Ghanem       | Ägypten  | 58.96    | Mohamed Samy       | Ägypten  | 60.30    | Graham Thompson           | Simbabwe         | 60.52    |
| 200 m Schmetterling | Samir Bouchlaghem  | Tunesien | 2:09.21  | Ahmed Ghanem       | Ägypten  |          | Imed Bouchlaghem          | Tunesien         |          |
| 100 m Brust         | Moustafa Amine     | Ägypten  | 1:11.75  | Tarek Khalafallah  | Ägypten  |          | Abdelhamid Daoud          | Algerien         |          |
| 200 m Brust         | Nabil Ben Aissa    | Tunesien | 2:31.33  | Hakim Chaouachi    | Tunesien | 2:37.60  | Ahmed Digha               | Algerien         | 2:38.46  |
| 100 m Rücken        | Moustafa Amine     | Ägypten  | 1:01.57  | Sofiane Benchekour | Algerien |          | Imed Shafei               | Ägypten          |          |
| 200 m Rücken        | Sofiane Benchekour | Algerien | 2:13.59  | Imed Shafei        | Ägypten  | 2:16.39  | Mohamed Zouaoui           | Tunesien         | 2:18.12  |
| 200 m Lagen         | Samir Bouchelaghem | Tunesien | 2:16.48  | Imed Shafei        | Ägypten  | 2:19.00  | Ibrahim Tamer             | Ägypten          | 2:19.28  |
| 400 m Lagen         | Samir Bouchelaghem | Tunesien | 4:54.61  | Ibrahim Tamer      | Ägypten  | 4:59.78  | Imed Shafei               | Ägypten          | 5:04.49  |
| 4 × 100 m Freistil  | Ägypten            |          | 3:59.25  | Algerien           |          | 3:40.84  | Tunesien                  |                  | 3:44.01  |
| 4 × 200 m Freistil  | Ägypten            |          | 8:08.46  | Tunesien           |          | 8:16.23  | Algerien                  |                  | 8:19.37  |
| 4 × 100 m Lagen     | Ägypten            |          | 4:05.73  | Algerien           |          | 4:08.52  | Tunesien                  |                  | 4:11.21  |
|                     |                    |          |          |                    |          |          |                           |                  |          |

Zum ersten Mal wurden bei den Afrikaspielen 1987 50 m Freistil, 400 m Lagen und 4 × 100 m Lagen geschwommen.
Medaillen (Frauen)
| Disziplin           | Gold           | Land     | Zeit    | Silber            | Land     | Zeit    | Bronze          | Land     | Zeit     |
| ------------------- | -------------- | -------- | ------- | ----------------- | -------- | ------- | --------------- | -------- | -------- |
|                     |                |          |         |                   |          |         |                 |          |          |
| 100 m Freistil      | Myriam Mizouni | Tunesien | 1:02.45 | Zaza Affane       | Algerien | 1:03.49 | Azza Sandjar    | Ägypten  | 1:03.73  |
| 200 m Freistil      | Myriam Mizouni | Tunesien | 2:13.45 | Azza Sandjar      | Ägypten  | 2:16.45 | Amina Chenik    | Tunesien | 2:41.23  |
| 400 m Freistil      | Myriam Mizouni | Tunesien | 4:37.46 | Azza Sandjar      | Ägypten  | 4:43.11 | Zaza Affane     | Algerien | 4:49.58  |
| 800 m Freistil      | Myriam Mizouni | Tunesien | 9:39.66 | Azza Sandjar      | Ägypten  | 9:46.09 | Meriem Farid    | Ägypten  | 10:02.52 |
| 100 m Schmetterling | Zaza Affane    | Algerien | 1:09.17 | Lamia Nabil       | Ägypten  | 1:10.09 | Myriam Mizouni  | Tunesien | 1:10.62  |
| 200 m Schmetterling | Faten Afifi    | Ägypten  | 2:34.36 | Zaza Affane       | Algerien | 2:35.45 | Myriam Mizouni  | Tunesien | 2:36.17  |
| 100 m Brust         | Enuwuzo Ngozi  | Nigeria  | 1:22.39 | Royal Ebi         | Nigeria  | 1:24.36 | Donyazad Hakem  | Algerien | 1:24.57  |
| 200 m Brust         | Enuwuzo Ngozi  | Nigeria  | 3:00.62 | Fatha Bousoufiane | Algerien | 3:02.95 | Rym Zouaoui     | Tunesien | 3:03.67  |
| 100 m Rücken        | Myriam Mizouni | Tunesien | 1:12.23 | Cherif Mor        | Tunesien | 1:12.93 | Youssef Sahnoun | Tunesien | 1:14.50  |
| 200 m Rücken        | Khalal Gharibi | Tunesien | 2:37.98 | Lamia Nabil       | Ägypten  | 2:40.06 | Amina Chenik    | Tunesien | 2:41.23  |
| 400 m Lagen         | Myriam Mizouni | Tunesien | 5:25.45 | Affane Zaza       | Algerien | 5:32.60 | Meriem Farid    | Ägypten  | 5:38.37  |
| 4 × 100 m Freistil  | Tunesien       |          | 4:55.57 | Ägypten           |          | 5:00.97 | Algerien        |          | 5:04.04  |
| 4 × 100 m Lagen     | Tunesien       |          | 4:19.67 | Ägypten           |          | 4:23.67 | Algerien        |          | 4:??.84  |
|                     |                |          |         |                   |          |         |                 |          |          |

## Taekwondo
Medaillen
| Gewichtsklasse             | Gold                      | Silber | Bronze |
| -------------------------- | ------------------------- | ------ | ------ |
|                            |                           |        |        |
| Nadelgewicht (bis 54 kg)   | Anthony Mensah Ghana      | ?      | ?      |
| Fliegengewicht (bis 58 kg) | John Kariuki Kenia        | ?      | ?      |
| Bantamgewicht (bis 62 kg)  | John Phafoli Lesotho      | ?      | ?      |
| Federgewicht (bis 67 kg)   | Molise Tau Lesotho        | ?      | ?      |
| Leichtgewicht (bis 72 kg)  | Dominic Kim Nigeria       | ?      | ?      |
| Weltergewicht (bis 78 kg)  | Osborne Kunenei Swasiland | ?      | ?      |
| Mittelgewicht (bis 84 kg)  | Anthony Ilukhor Nigeria   | ?      | ?      |
| Schwergewicht (über 84 kg) | Pius Ilukhor Nigeria      | ?      | ?      |
|                            |                           |        |        |

## Tennis
Medaillen
| Einzel | Gold         | Silber            | Bronze        |
| ------ | ------------ | ----------------- | ------------- |
|        |              |                   |               |
| Damen  | Janes Davies | Suzanne Wakkhungu | Hassan Hoda   |
| Herren | Emonitie     | N'Moh             | Dislam Odizor |
|        |              |                   |               |

| Doppel | Gold                                 | Silber                   | Bronze                                                 |
| ------ | ------------------------------------ | ------------------------ | ------------------------------------------------------ |
|        |                                      |                          |                                                        |
| Damen  | Kenia Janes Davies Suzanne Wakkhungu | Algerien Mahmoudi Hassan | Ägypten O. Addellah H. Addellah Nigeria Nadozi Omelene |
| Herren | Nigeria Odizor Omonetie              | Nigeria N'Moh Adjahi     | Algerien Mahmoudi Boudjemline Tunesien Soheir Marrouki |
|        |                                      |                          |                                                        |

## Tischtennis
Medaillen
| Wettbewerb    | Gold                                        | Silber                           | Bronze                                                               |
| ------------- | ------------------------------------------- | -------------------------------- | -------------------------------------------------------------------- |
|               |                                             |                                  |                                                                      |
| Männer Einzel | Atanda Musa                                 | Sule Olaleye                     | Ashraf Helmy Fatai Adeyemo                                           |
| Männer Doppel | Sule Olaleye, Atanda Musa                   | Fatai Adeyemo, Taofik Maya       | Bechir Ben Abdallah, Mohammed Hannachi Sherif El-Saket, Ashraf Helmy |
| Männer Team   | Nigeria                                     | Ägypten                          |                                                                      |
| Frauen Einzel | Abiola Olawunmi Odumosu                     | Olufunke Oshonaike               | Nihal Meshref Bose Olateju Kaffo                                     |
| Frauen Doppel | Olufunke Oshonaike, Abiola Olawunmi Odumosu | Iyabo Akanmu, Bose Olateju Kaffo | Racha El-Deeb, Nihal Meshref Shahira El-Alfy, Sherin El-Alfy         |
| Frauen Team   | Nigeria                                     | Ägypten                          |                                                                      |
| Mixed Doppel  | Bose Olateju Kaffo, Atanda Musa             | Iyabo Akanmu, Sule Olaleye       |                                                                      |
|               |                                             |                                  |                                                                      |

## Volleyball
Medaillen
| Wettbewerb | Gold     | Silber  | Bronze   |
| ---------- | -------- | ------- | -------- |
|            |          |         |          |
| Männer     | Algerien | Ägypten | Tunesien |
| Frauen     | Kenia    | Ägypten | Kamerun  |
|            |          |         |          |

Platzierungen
| Wettbewerb | 4. Platz | 5. Platz | 6. Platz  | 7. Platz | 8. Platz | 9. Platz    | 10. Platz   |
| ---------- | -------- | -------- | --------- | -------- | -------- | ----------- | ----------- |
|            |          |          |           |          |          |             |             |
| Männer     | Kamerun  | Nigeria  | Kenia     | Angola   | ?        | –           | -           |
| Frauen     | Ghana    | Nigeria  | Tunesien? | Senegal? | Zaire?   | Madagaskar? | Seychellen? |
|            |          |          |           |          |          |             |             |

Finalspiele (Männer)
| Spiel            | Begegnung               | Ergebnis | Sätze                                | Punkte  |
| ---------------- | ----------------------- | -------- | ------------------------------------ | ------- |
|                  |                         |          |                                      |         |
| Halbfinale 1     | Ägypten gegen Kamerun   | 3 : ?    | ?                                    | ?       |
| Halbfinale 2     | Algerien gegen Tunesien | 3 : ?    | ?                                    | ?       |
| Spiel um Platz 3 | Tunesien gegen Kamerun  | 3 : 0    | 15:10 – 15:13 – 15:4                 | 45 : 27 |
| Finale           | Algerien gegen Ägypten  | 3 : 2    | 15:10 – 13:15 – 14:16 – 15:7 – 15:10 | 72 : 58 |
|                  |                         |          |                                      |         |

Finalspiele (Frauen)
| Spiel            | Begegnung           | Ergebnis | Sätze | Punkte |
| ---------------- | ------------------- | -------- | ----- | ------ |
|                  |                     |          |       |        |
| Halbfinale 1     | Kenia gegen Kamerun | 3 : 2    | ?     | ?      |
| Halbfinale 2     | Ägypten gegen Ghana | 3 : ?    | ?     | ?      |
| Spiel um Platz 3 | Ghana gegen Nigeria | 3 : ?    | ?     | ?      |
| Finale           | Kenia gegen Ägypten | 3 : 0    | ?     | ?      |
|                  |                     |          |       |        |

## Medaillenspiegel
| Medaillenspiegel |                     |      |        |          |          |
| Rang             | Land                | Gold | Silber | Bronze   | Gesamt   |
|                  |                     |      |        |          |          |
| 1                | Ägypten             | 31   | 22     | 20       | 73       |
| 2                | Tunesien            | 28   | 26     | 22       | 76       |
| 3                | Nigeria             | 23   | 16     | 21       | 60       |
| 4                | Kenia               | 22   | 25     | 16       | 63       |
| 5                | Algerien            | 13   | 23     | 23       | 59       |
| 6                | Senegal             | 7    | 2      | 12       | 21       |
| 7                | Äthiopien           | 3    | 5      | 4        | 12       |
| 8                | Ghana               | 3    | 3      | 1        | 7        |
| 9                | Uganda              | 3    | 2      | 4        | 9        |
| 10               | Simbabwe            | 2    | 5      | 6        | 13       |
| 11               | Madagaskar          | 2    | 4      | 2        | 8        |
| 12               | Kamerun             | 1    | 1      | 7        | 9        |
| 13               | Elfenbeinküste      | 1    | 1      | 2        | 4        |
| 14               | Togo                | 1    | 1      | 4        | 6        |
| 15               | Tansania            | 1    | 1      | 2        | 4        |
| 16               | Mali                | 1    | 1      | 0        | 2        |
| 17               | Tschad              | 1    | 0      | 0        | 1        |
| 17               | Swasiland           | 1    | 0      | 0        | 1        |
| 19               | Kamerun             | 0    | 5      | 5        | 10       |
| 20               | Äthiopien           | 0    | 2      | 3        | 5        |
| 21               | Burkina Faso        | 0    | 1      | 1        | 2        |
| 22               | Gabun               | 0    | 0      | 1        | 1        |
| 22               | Volksrepublik Kongo | 0    | 0      | 1        | 1        |
|                  |                     | 123  | 126    | 131(136) | 380(385) |
|                  |                     |      |        |          |          |

| Rang | Land                         | Gold | Silber | Bronze | Gesamt |
| ---- | ---------------------------- | ---- | ------ | ------ | ------ |
| 1    | Ägypten                      | 90   | 53     | 52     | 195    |
| 2    | Nigeria                      | 43   | 51     | 43     | 137    |
| 3    | Algerien                     | 29   | 37     | 36     | 102    |
| 4    | Kenia                        | 13   | 17     | 18     | 48     |
| 5    | Simbabwe                     | 8    | 3      | 13     | 24     |
| 6    | Tunesien                     | 6    | 4      | 10     | 20     |
| 7    | Elfenbeinküste               | 4    | 5      | 3      | 12     |
| 8    | Äthiopien                    | 4    | 3      | 5      | 12     |
| 9    | Namibia                      | 4    | 2      | 6      | 12     |
| 10   | Senegal                      | 3    | 4      | 11     | 18     |
| 11   | Ghana                        | 2    | 4      | 6      | 12     |
| 12   | Angola                       | 2    | 3      | 5      | 10     |
| 13   | Mosambik                     | 2    | 0      | 0      | 2      |
| 14   | Mauritius                    | 1    | 5      | 6      | 12     |
| 15   | Kamerun                      | 1    | 4      | 10     | 15     |
| 16   | Tansania                     | 1    | 3      | 1      | 5      |
| 17   | Uganda                       | 1    | 1      | 2      | 4      |
| 18   | Gabun                        | 1    | 0      | 3      | 4      |
| 18   | Sambia                       | 1    | 0      | 3      | 4      |
| 20   | Lesotho                      | 0    | 3      | 3      | 6      |
| 21   | Madagaskar                   | 0    | 2      | 9      | 11     |
| 22   | Libyen                       | 0    | 1      | 5      | 6      |
| 23   | Seychellen                   | 0    | 1      | 2      | 3      |
| 24   | Zentralafrikanische Republik | 0    | 1      | 0      | 1      |
| 24   | Sierra Leone                 | 0    | 1      | 0      | 1      |
| 26   | Burkina Faso                 | 0    | 0      | 2      | 2      |
| 26   | Zaire                        | 0    | 0      | 2      | 2      |
| 28   | Swasiland                    | 0    | 0      | 1      | 1      |
| 28   | Botswana                     | 0    | 0      | 1      | 1      |
| 28   | Volksrepublik Kongo          | 0    | 0      | 1      | 1      |
|      |                              | 213  | 205    | 253    | 671    |